# Стримба-Вулкан
Стримба-Вулкан (рум. Strâmba-Vulcan) — село у повіті Горж в Румунії. Входить до складу комуни Чуперчень.
Село розташоване на відстані 247 км на захід від Бухареста, 22 км на південний захід від Тиргу-Жіу, 89 км на північний захід від Крайови.

## Населення
За даними перепису населення 2002 року у селі проживали 411 осіб, усі — румуни. Усі жителі села рідною мовою назвали румунську.